# Villa Arrigona

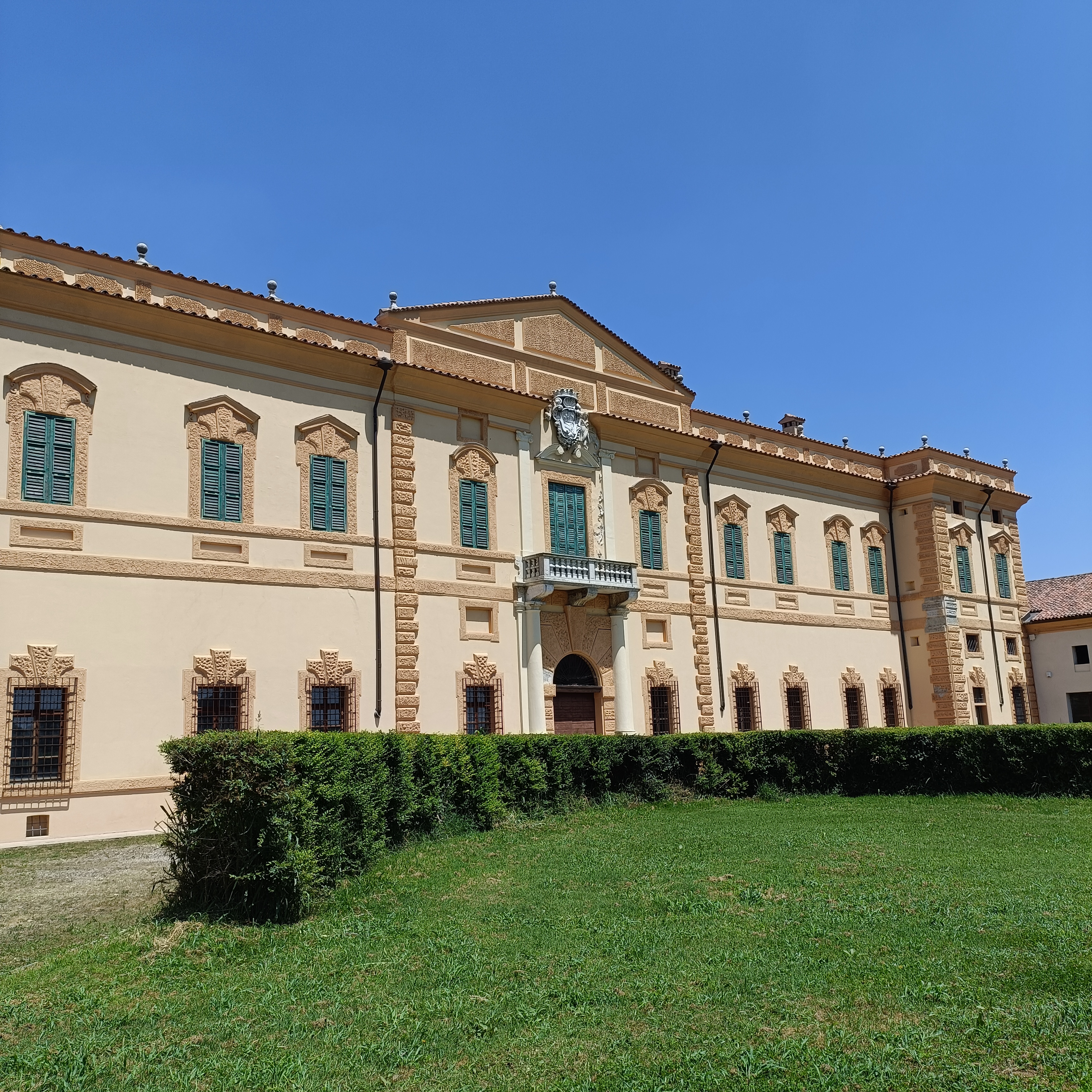
Villa Arrigona

Villa Arrigona es un edificio histórico en San Giacomo delle Segnate, en la provincia de Mantua.

## Historia y descripción
Fue construido por encargo del conde Pompeo Arrigoni, de la noble familia Arrigoni, al arquitecto Antonio María Viani, ya al servicio de los Gonzaga de Mantua.
La villa, formada por varios edificios, era una residencia de campo señorial y solía estar habitada estacionalmente. Construida en dos plantas con oratorio del barroco tardío contiguo, parque y terreno de cultivo. La fachada se caracteriza por un tímpano que recuerda al Palacio Te, bajo el cual destaca el gran escudo familiar de piedra.